# Лопух великий
Лопу́х вели́кий, або лопу́х спра́вжній (Arctium lappa L.), також — лопух, реп'яшник, дідовник, лопух жорсткий — дворічна рослина родини айстрових. Широко відомий і поширений бур'ян, який застосовують як харчову, лікарську і медоносну рослину.
«Лаппа» (lappa) — від грецького слова «хапати», «чіплятися».

## Поширення
До початку XIX ст. лопух не був відомий у Західній Європі. Його занесла туди російська кіннота після розгрому армії Наполеона. Тепер ця рослина у Франції росте як бур'ян. В Японії лопух вважають городньою овочевою рослиною і культивують під назвою «гобо». Підсмажені корені додають до кави замість цикорію.

## Біологічні характеристики

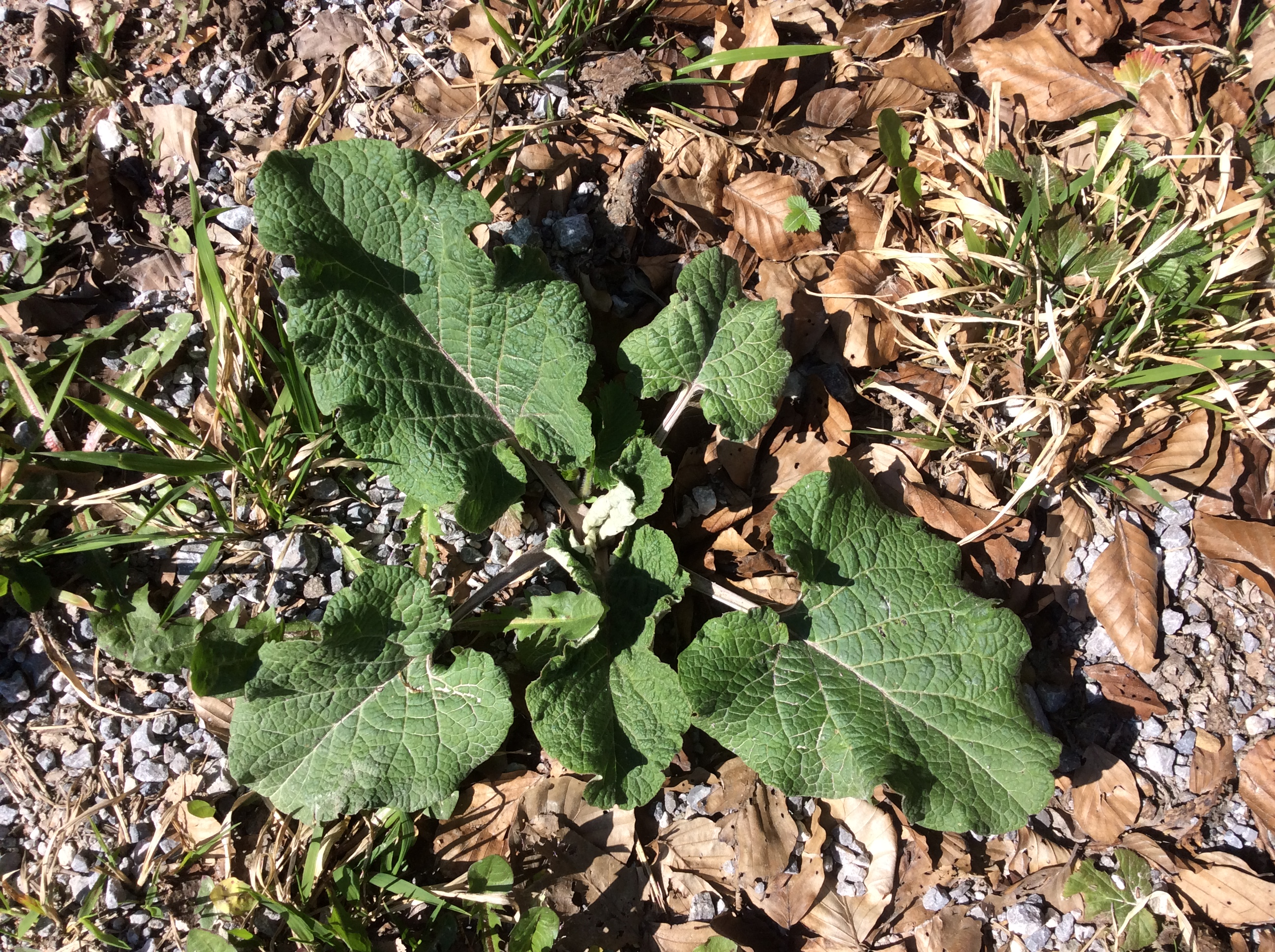
Листкова розетка молодої рослини.

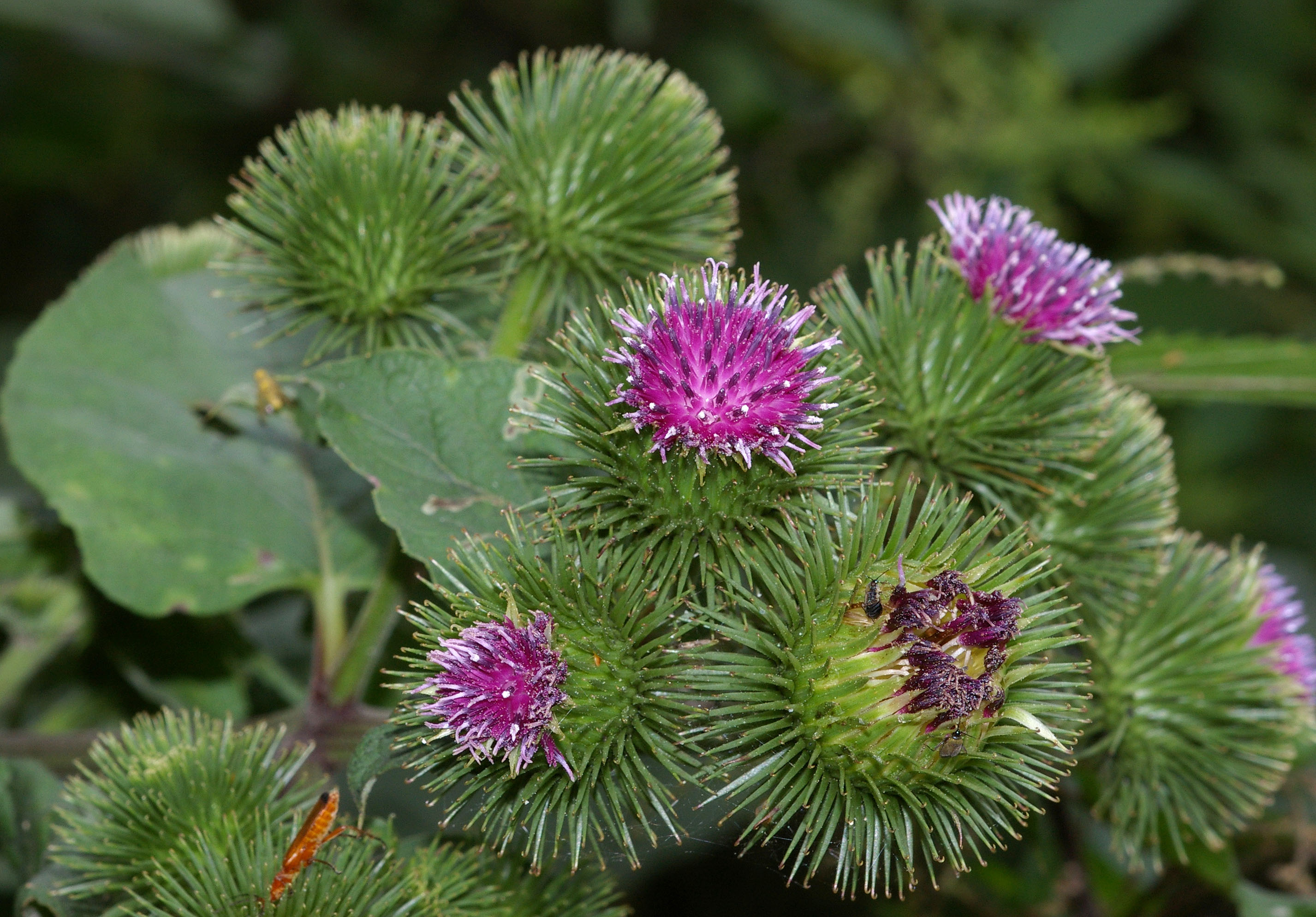
Квітучі суцвіття-кошики, зібрані у щитки.

Лопух справжній — дворічна трав'яниста рослина до 1,5—2 м заввишки, із стрижневим м'ясистим розгалуженим (до 60 см завдовжки) коренем. Стебло прямостояче, ребристе, червонувате, шерстисте. Листки з черешками, великі, широкосерцевидно-яйцеподібні, здебільшого цілокраї, рідше виїмчасто-зубчасті, зверху зелені, шерстисті, зісподу сіроповстисті. Верхні листки яйцеподібні, загострені, здебільшого із заокругленою основою.
Суцвіття — кошики, зібрані у верхівкові щитки. Обгортка кошиків черепичаста, складається з шипуватих, загострених на верхівці гачкуватих листочків. Квітки в кошику двостатеві, з трубчастим на верхівці п'ятизубчастим пурпуровим віночком. Сім'янки з чубком коротких зазублених щетинок.
Цвіте з червня до середини серпня. Плоди достигають у серпні — вересні.
Росте як бур'ян. Трапляється на смітниках, біля жител і доріг, у лісах, на полях поодиноко і групами.

## Фармакологічні властивості
У коренях лопуха справжнього містяться полісахарид інулін (в сухих коренях — 37—45 %), протеїни (близько 12 %), ефірна олія (до 0,17 %) пальмітинова і стеаринова кислоти, ситостерин та стигмастерин; у насінні — глікозид арктин, а в листках дубильні речовини, слиз та ефірна олія.

## Застосування у народній медицині

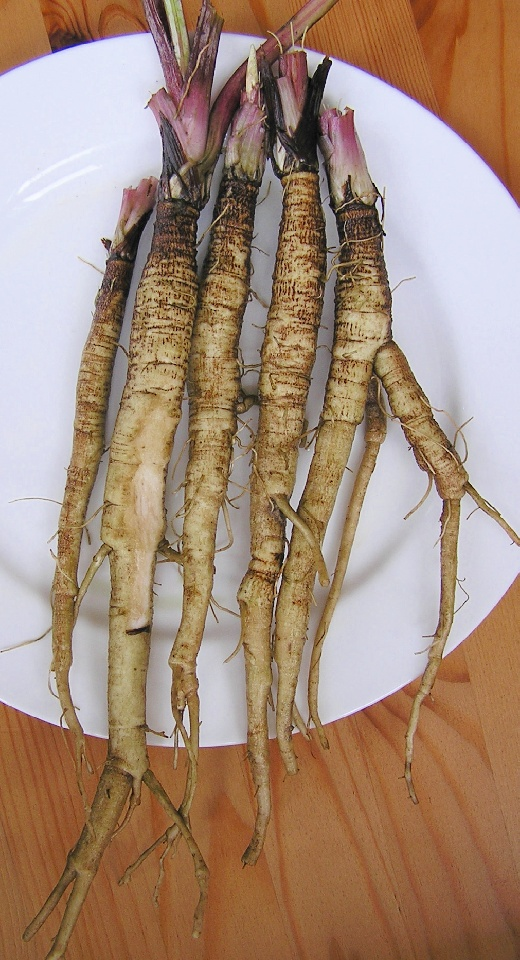
Корені лопуха.

У народній медицині корені лопуха використовують як сечогінний, потогінний засіб, а також при подагрі, цукровому діабеті, каменях у нирках, печінці, захворюваннях шкіри (екземи, вугри, лишаї), золотусі, виразці шлунка. Настій коренів на оливковій олії відомий під назвою «реп'яхова олія» як засіб, що запобігає випаданню і сприяє росту волосся на голові.

## Заготівля
Заготовляють корені рослин першого року життя восени (вересень — жовтень), а другого року — рано навесні, на початку відростання (квітень), її викопують лопатами, очищують від землі, обрізують надземну частину і тонкі корені та відразу промивають у холодній воді. Потім відбирають товсті корені, звільняють їх від кори і сушать надворі або на горищах під залізним дахом чи під навісами з доброю вентиляцією, розклавши тонким шаром на папері, мішковині.
Корінь лопуха потрібно збирати ранньою весною, при першій появі листя, або пізно восени, коли він соковитий і поживний. На доброму ґрунті коріння лопуха досягають розмірів дуже великої моркви.

## У харчуванні
Корені можна їсти сирими, вареними, печеними, смаженими. Коріння лопуха можна класти в суп замість картоплі і коріння, робити з них котлети і коржики. Особливо смачні коріння лопуха печені і смажені. При підсмажуванні утворюється рум'яна і солодка скоринка. Коріння лопуха поживні, оскільки містять 12 відсотків білкових речовин, 0,8 відсотка жиру і 45 відсотків інуліну (особливого крохмалю), який може бути перетворений на цукор.
З коренів лопуха вдається отримати солодке повидло. На півлітра води вливають чотири чайні ложки оцтової есенції і нагрівають до кипіння. Потім кладуть подрібнені коріння лопуха і варять дві години.
З нього роблять мармелад. Лопух як овочева рослина давно визнаний в Японії і вирощує там під назвою «гобо». Він має ніжне стебло, товстий соковитий корінь.

## Медичне застосування
Кореневище в гомеопатичній практиці застосовують як сечогінне, в народній медицині — як сечогінний, відхаркувальний та болезаспокійливий засіб. У вигляді водного настою корінь вживають при захворюваннях нирок і сечового міхура, шлунково-кишкового тракту, при малокрів'ї. Зовнішньо — для миття голови при випадінні волосся.

## Розмноження
Добре розмножується насінням, яке висівають восени або навесні на ділянках, не придатних для вирощування інших рослин. Догляду не потребує.
Розмножується вегетативно (поділом коренів) і насінням. Останнє висівають навесні з міжряддями 35—40 см; сходи з'являються на 20—30-й день (при осінній сівбі — у квітні). У перший рік життя рослина утворює розетку з листків. Починаючи з другого року регулярно цвіте (в червні) і плодоносить (в серпні). У перший рік посіви обов'язково прополюють, ґрунт розпушують. Аналогічні роботи виконують і в наступні роки.
При вегетативному розмноженні корені також висаджують з міжряддями 35—40 см. Спочатку ґрунт поливають. Після укорінення коренів міжряддя прополюють і розпушують.